# Snart bröt du upp, snart drog du bort
Snart bröt du upp, snart drog du bort är en psalm med text skriven 1935 av Anders Frostenson.

## Publicerad i
- Den svenska psalmboken 1937, som nummer 584 under rubriken "H. De yttersta tingen - 2. Det kristna hoppet inför döden".[1]